# El Zapote, Marquelia
El Zapote är en ort i Mexiko.   Den ligger i kommunen Marquelia och delstaten Guerrero, i den södra delen av landet, 300 km söder om huvudstaden Mexico City. El Zapote ligger 22 meter över havet och antalet invånare är 192.
Terrängen runt El Zapote är lite kuperad. Runt El Zapote är det ganska glesbefolkat, med 34 invånare per kvadratkilometer. Närmaste större samhälle är Marquelia, 2,5 km söder om El Zapote. Omgivningarna runt El Zapote är en mosaik av jordbruksmark och naturlig växtlighet.